# Wereldbeker schaatsen 2005/2006 - 100 meter mannen
De kalender voor de 100 meter mannen tijdens de wereldbeker schaatsen 2005/2006 zag er als volgt uit:

## Kalender
| Race | Plaats     | Datum            |
| ---- | ---------- | ---------------- |
| 1    | Milwaukee  | 26 november 2005 |
| 2    | Inzell     | 17 december 2005 |
| 3    | Heerenveen | 5 maart 2006     |

## Podia
| Wedstrijd: | Goud:                | Tijd | Zilver:                                    | Tijd | Brons:                  | Tijd |
| Milwaukee  | Yu Fengtong China    | 9,66 | An Weijiang China Lee Kang-seok Zuid-Korea | 9,76 |                         |      |
| Inzell     | Mika Poutala Finland | 9,76 | Maciej Ustynowicz Polen                    | 9,85 | Sergej Kornilov Rusland | 9,92 |
| Heerenveen | Yuya Oikawa Japan    | 9,63 | Lee Kang-seok Zuid-Korea                   | 9,68 | Mika Poutala Finland    | 9,95 |

## Eindstand
| #      | Schaatser         | Land        | MIL | INZ | HEE | Totaal |
| ------ | ----------------- | ----------- | --- | --- | --- | ------ |
| Goud   | Yuya Oikawa       | Japan       | 60  | -   | 150 | 210    |
| Zilver | Mika Poutala      | Finland     | -   | 100 | 105 | 205    |
| Brons  | Lee Kang-seok     | Zuid-Korea  | 80  | -   | 120 | 200    |
| 4.     | Maciej Ustynowicz | Polen       | 45  | 80  | 40  | 165    |
| 5.     | Aleksej Chatylev  | Wit-Rusland | 16  | 50  | 75  | 141    |
| 6.     | Pekka Koskela     | Finland     | -   | 32  | 90  | 122    |
| 7.     | Sergej Kornilov   | Rusland     | 40  | 70  | -   | 110    |
| 8.     | Janne Hänninen    | Finland     | -   | 60  | 45  | 105    |
| 9.     | Yu Fengtong       | China       | 100 | -   | -   | 100    |
| 10.    | An Weijiang       | China       | 80  | -   | -   | 80     |

- = geen deelname

0 = geen punten
2003/2004 · 
2004/2005 · 
2005/2006 · 
2006/2007 · 
2007/2008 · 
2008/2009